# Noues d’Amance
Noues d’Amance (Pluraletantum) ist ein Fluss in Frankreich, in der Region Grand Est, der auf seinem Weg mehrfach seinen Namen ändert. Er entspringt als Ruisseau de Villemaheu, nennt sich im Mittelteil Ruisseau de Chantecoq und Les Noues d’Amance und dann im Mündungsabschnitt Fossé Rouge.

## Verlauf
Der Fluss entspringt im Ortsgebiet von Fuligny, im Département Aube. Er entwässert generell in nördlicher Richtung durch ein seenreiches Gebiet und erreicht bei Les Sapins, Gemeinde Épothémont, das Département Haute-Marne, dessen Grenzverlauf er auf einer Strecke von etwa vier Kilometer bildet. Danach betritt er den Regionalen Naturpark Forêt d’Orient und trifft schließlich auf den Fluss Laines, der in geringem Abstand parallel zu ihm verläuft und in den er dann nach insgesamt rund 19 Kilometern im nordöstlichen Gemeindegebiet von Vallentigny, gegenüber dem Ort Boulancourt, als linker Nebenfluss einmündet.

## Wirtschaft
Im Mittellauf des Flusses, südwestlich von Ville-aux-Bois, im Forêt de Soulaines, verläuft der Fluss entlang des Centre de stockage de l’Aube, eines Atommüll-Endlagers.

## Orte am Fluss
(Reihenfolge in Fließrichtung)
- Fuligny
- Les Sapins, Gemeinde Épothémont
- Boulancourt, Gemeinde Rives Dervoises